# Adromischus triflorus
Adromischus triflorus es una especie de planta suculenta perteneciente a la familia Crassulaceae.

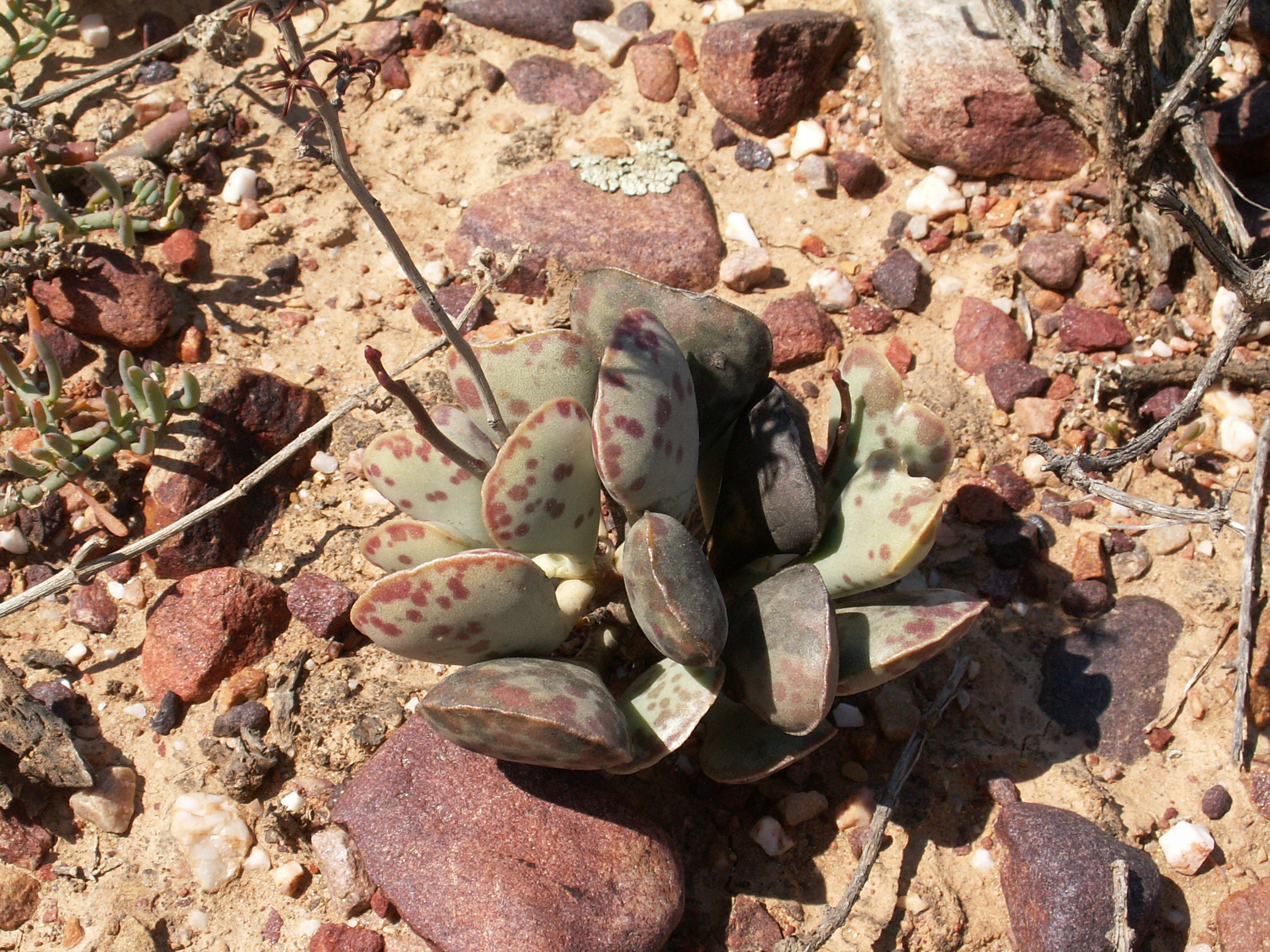
Vista de la planta en su hábitat

## Descripción
Es una planta perenne suculenta, un arbusto enano que alcanza un tamaño de 0.2 - 0.55 m de altura a una altitud de 50 a 1800 metros en Sudáfrica.

## Taxonomía
Adromischus triflorus fue descrita por (L.f.) A.Berger   y publicado en Die natürlichen Pflanzenfamilien, Zweite Auflage 18a: 416. 1930.
Etimología
Adromischus: nombre genérico que deriva de las palabras griegas: adro = "grueso" y mischus = "tallo".
triflorus: epíteto latino que significa "con tres flores".
Sinonimia
- Adromischus procurvus (N.E.Br.) C.A.Sm.
- Adromischus robustus Lem.
- Adromischus subcompressus Poelln.
- Adromischus subpetiolatus Poelln.
- Cotyledon procurva N.E.Br.
- Cotyledon triflora L.f. basónimo[4][1]